# خشم (بازی ویدئویی)
خشم یک بازی ویدیویی تیراندازی اول شخص است که توسط اید سافت‌ویر توسعه یافت و در نوامبر ۲۰۱۰ برای آی‌اواس و بعد در اکتبر ۲۰۱۱ برای مایکروسافت ویندوز، پلی استیشن ۳ و ایکس باکس ۳۶۰ منتشر شده‌است. این اثر اولین بار در تاریخ ۱۱ ژوئن ۲۰۰۷ در کنفرانس جهانی توسعه‌دهندگان اپل نمایش داده شد.
این اثر در آینده نزدیک، پس از آخرالزمان رخ می‌دهد و بازیکن کنترل نیکلاس راین را بر عهده می‌گیرد.